# Coucieiro (Valle del Dubra)
Coucieiro (llamada oficialmente San Martiño de Coucieiro) es una parroquia española del municipio de Valle del Dubra, en la provincia de La Coruña, Galicia.

## Entidades de población
Entidades de población que forman parte de la parroquia:
- A Igrexa
- Bascuas
- Gontar
- Lale
- Maxais
- Porto (O Porto)
- Portomedal
- Vilar
- Villalba (Vilalba)

## Demografía
| Gráfica de evolución demográfica de Coucieiro entre 2000 y 2019 |
|                                                                 |
| Datos según el nomenclátor publicado por el INE.                |